# Colletes carinatus
Colletes carinatus är en biart som beskrevs av Radoszkowski 1891. Colletes carinatus ingår i släktet sidenbin, och familjen korttungebin. Inga underarter finns listade i Catalogue of Life.